# SD戦国伝 武者七人衆編
SD戦国伝 武者七人衆編（エスディーせんごくでん むしゃしちにんしゅうへん）は、武者ガンダムシリーズの第一作である。当初タイトルは『SD戦国伝』のみで、サブタイトルは後のシリーズと区別する為に『SD戦国伝 天下統一編』の時につけられたものである。

## 概要
漫画『プラモ狂四郎』での登場以来、人気となった武者ガンダムの物語、「SD戦国伝」は当初、BB戦士No.17「ムシャガンダム」の組立説明書に掲載されているMARSHIこと今石進による漫画『コミックワールド』に「七人の頑駄無」と題された話を元に、BB戦士の販売元バンダイと『コミックボンボン』とのタイアップ企画として始まった。その後、発売されるBB戦士の組立説明書には「SD戦国伝」として物語が連載され、『ボンボン』誌上ではSDガンダムのデザインを考案した横井孝二の漫画『元祖!  SDガンダム』や各種記事などで特集が組まれた。
また、1990年に発売されたボンボンスペシャルムック#38『完全保存版 SD武者ガンダム』に掲載された読み切り漫画をきっかけに『ボンボン』増刊号である『ボンボンスペシャル』誌上にて武者ガンダムの生みの親であるやまと虹一による漫画『SD武者ガンダム風雲録』がスタート。組立説明書の付録という制限上、コミックワールドでは描ききれなかったストーリーがより詳しく描かれることになった。
アニメは当初、OVAとして発売された「機動戦士SDガンダム」に「SD戦国伝」が「天」の巻、「地」の巻、「真」の巻、「理」の巻として収録され、後に劇場版と隠密頑駄無が主役で1本の作品が制作されている。『コミックワールド』版後半のシリアスな展開に比べギャグ色の濃い作品に仕上がっている。
登場人物は主に『機動戦士ガンダム』『機動戦士Ζガンダム』『機動戦士ガンダムΖΖ』『機動戦士ガンダム 逆襲のシャア』の兵器などを擬人化したものである。
本作では「ムシャガンダム」が「武者」と呼ばれているが、基本的には、大将軍もしくは将頑駄無から与えられる「称号」である。「武者百士貴」のように商品名などで「武者」が付けられている者もいるが、作中で「武者」の称号が与えられているのは「武者七人衆」のみとなっている。
その他、現時点でもっとも新しい時代の正規シリーズ武者番長風雲録まで続くストーリーと設定の拡大により、当初予定していた各キャラクターの人物設定などが後付によって、当初と現在では設定が大きくかけ離れている。

## あらすじ
時は戦国、乱世の時代。世に「無敵」をもって知られる七人の侍の姿があった。人は、彼らを「武者七人衆」と呼んだ。
突如侵攻してきた「闇軍団」と激しい戦いを繰り広げる「頑駄無軍団」。だが、その戦いの裏にはさらなる「闇」があった。
大将軍と闇皇帝の壮絶な相撃ちの末、戦いは終わったかに見えたその時、5つの光と5つの闇が飛び散る。それは、長きに渡る「光」と「闇」の戦いの予兆でしかなかったのである。

## 登場人物
括弧内はモチーフとなった兵器・キャラクター。ただし、モチーフについて公式には発表されていないので諸説ある。

### 頑駄無軍団

#### 武者七人衆
武者頑駄無〈ムシャガンダム＞（ガンダム）
声 - 竹村拓（『天の巻』～『地の巻』）、古谷徹（『理の巻』以降）
本編の主人公。最初に「武者」の称号が与えられたため、そのまま「武者」が通称となる。当初の設定では「長男」。武者七人衆のリーダーであり、武芸百般に秀でた頑駄無軍団最強の「武者」。将頑駄無の実子で農丸の双子の兄であり二代目大将軍の従兄弟。
父の将頑駄無が身を隠していた頃には農民の子として育てられたため、民の心もわかる武者として多くの者に慕われている。
軽装形態はBB戦士オリジナルのものであり、当初は武者頑駄無とは別人の足軽という扱いでBB戦士のボックスアートには集団で描かれている。
続編の「風林火山編」において三代目頑駄無大将軍に出世する。
武器
武久丸/薙刀/種子島雷威銃＜タネガシマライフル＞/鷲型飛行盾＜シールドイーグル＞/大筒/三連機関砲
BB戦士 No.17「ムシャガンダム」/武久丸、薙刀、種子島雷威銃を装備。鎧の着脱で軽装タイプとなり、鎧台座も付属。種子島雷威から弾丸を発射し、更にスプリングアクションで兜を射出する。
元祖SD No.17「武者頑駄無 活動絵巻付」/No.0005「武者頑駄無」/日輪丸、薙刀・武魂、鷲型飛行盾を装備。バックパックの操作により鎧腰部から隠し大筒が展開する。旧ナンバーのみ販促映像を収録したVHSビデオテープが付属。
璽威武装
武者の守護メカだが、乗り物酔いが酷いという弱点を持つため滅多に用いない。このため七人衆では彼のみ守護獣を持たないとされることもある。「天下統一編」に登場する武者璽威武装とは別物。
元祖SD No.31 璽威武装
農丸頑駄無＜ノーマルガンダム＞（ガンダム）
声 - 池田秀一
通称「農丸」。当初の設定では「次男」。将頑駄無の実子で武者の双子の弟であり、武者七人衆最後の一人。守護獣はアニマルスピリット（シーサー）。
当初は二刀流使いだったが、摩亜屈に二刀流を教えて以来、自身は封印している。右眼は健在ではあるが、隠密の鎧を着用しているときは眼帯をつけている。
続編の「風林火山編」において隠密副将軍に出世する。
武器
日輪丸/薙刀/種子島バルカン
BB戦士 No.47「農丸頑駄無 天地大河スペシャル」/日輪丸、薙刀、種子島バルカンを装備。鎧の着脱により軽装タイプとなり、鎧をアニマルスピリットに装備させ武者スピリットとなる。更に隠密頑駄無への換装も可能。種子島バルカンから弾丸を発射。No.17ムシャガンダムの金メッキ兜飾り、暴留と雑魚がセットとなっており、この時期の商品としては圧倒的なプレイバリューを誇る。
元祖SD No.40「農丸頑駄無」/日輪丸、薙刀を装備。兜のシーサーの頭部を発射する。
隠密頑駄無＜オンミツガンダム＞（ガンダム）
声 - 池田秀一
農丸が正体を隠して忍び装束を纏った姿。二代目大将軍の命令で闇皇帝の秘密を探っていたため開戦当初の七人衆召集に応じず、行方不明とされていた。頑駄無城をめぐる最終決戦の直前に正体を明かし他の七人衆と合流した。日輪丸に加え兜割を装備。
武者頑駄無摩亜屈＜ムシャガンダムマークツー＞（ガンダムMk-II）
声 - 梁田清之（『天の巻』～『地の巻』、『頑駄無五人衆のもののけ退治』）、鈴置洋孝（『理の巻』）、竹村拓（『暴終空城の章』）
通称「摩亜屈」。当初の設定では「三男」。初代大将軍と共に戦った「四獣王」の一人、隼頑駄無の子。
元は隠れ里に住む狩人。森で暗殺者に狙われた将頑駄無を救ったことで「武者」の称号を与えられ、七人衆の一員となった。修行の途中で出会った「イーグル」を守護獣とし、空陸一体の戦法を身に付けている。農丸から二刀流を受け継ぎ、この頃からΖタイプのフェイスマスクを使用している。
続編の「風林火山編」において風林火山四天王・密林の摩亜屈に出世する。
武器
双翼剣/薙刀/種子島連発銃＜タネガシマリボルバー＞/盾
BB戦士 No.24「ムシャガンダムMk-II」/双翼剣、薙刀、種子島連発銃を装備。鎧の着脱により軽装タイプとなり、鎧をイーグルに装備させ武者イーグルとなる。種子島連発銃より弾丸を発射。
元祖SD No.22「武者頑駄無Mk-II」/No.0006「武者頑駄無Mk-II」/双翼剣、薙刀、盾を装備。後頭部のスイッチ操作により兜の角が可動。盾は背面飛行ウイングや脚部高機動ユニットとなる。
ハリケーンストーム
天翔の神器を装備した摩亜屈。飛行ユニットとミサイルポッドを装備した肩鎧に換装している。
BB戦士 天翔の神器
武者精太頑駄無＜ムシャゼータガンダム＞（Ζガンダム）
声 - 山寺宏一（『天の巻』～『地の巻』）、飛田展男（『理の巻』以降）
通称「精太」。七人衆では軍師的役割を担う。当初の設定では「四男」。隣国「影舞乱夢（エイブラム）」から海を渡ってきて、初代大将軍と共に戦った武神頑駄無の子。
代々武士の家柄で馬術と弓の名人。愛馬・緒羅四恩＜オラシオン＞と合体した「ケンタウロススペシャル」は、通常の30倍のスピードを発揮する。
続編の「風林火山編」において二代目将頑駄無に出世する。
武器
名刀・竜星/薙刀/種子島雷威銃＜タネガシマライフル＞/弓/鬼面/盾
BB戦士 No.23「ムシャゼータガンダム」/名刀・竜星、薙刀、種子島雷威銃を装備。鎧の着脱により軽装タイプとなり、鎧を緒羅四恩に装備させ武者ホースとなる。種子島連発銃より弾丸を発射。緒羅四恩への騎乗及び合体が可能。
元祖SD No.14「武者精太頑駄無」/名刀・竜星、薙刀、鬼面を装備。バックパックの操作により首を上下に振る頷きアクション。
元祖SD No.18「武者精太頑駄無 風雲騎馬スペシャル」/一部パーツをメッキ処理したNo.14に緒羅四恩と盾を追加。騎乗及び合体が可能。更に本陣型飾り代と五人衆と暴留、雑魚のミニモデルが付属。
麒麟児スペシャル
麒麟の神器を装備した精太。ケンタウロス形態の背に翼を生やしている。
BB戦士 麒麟の神器
武者駄舞留精太頑駄無＜ムシャダブルゼータガンダム＞（ΖΖガンダム）
声 - 梁田清之（『天の巻』、『地の巻』）、矢尾一樹（『理の巻』『暴終空城の章』）、橋本博（『頑駄無五人衆のもののけ退治』）
通称「駄舞留精太」。当初の設定では「五男」。初代大将軍と共に戦った「四獣王」の一人、獅頑駄無の子。
七人衆随一の大砲使いで、大火力に物をいわせた戦法が得意だが、火力を弁えず仲間も巻き込むこともあり、度々仲間たちから「殺す気か!?」と怒鳴られることも。一方で非常に博識であり、機械学にも長ける。自身が使う大砲や守護メカ「武者戦車」を始め、頑駄無軍団の数々の兵器は彼の発明であるものも多い。頭部の目牙砲＜メガほう＞（ハイメガキャノン）の威力は絶大である。「からくり一門」の開祖であるとされ、後の世に多大な影響を与えた人物。
仁宇と共に、「SD戦国伝」としてデザインされた最初の武者である。拝覇大筒はハイパーメガキャノンと戦国時代の大筒を折衷したデザイン。
続編の「風林火山編」において風林火山四天王・火炎の駄舞留精太に出世する。
武器
剛力丸/拝覇大筒＜ハイパワーおおづつ＞/目牙砲（メガほう）
BB戦士 No.26「ムシャダブルゼータガンダム」/剛力丸、拝覇大筒を装備。鎧の着脱により軽装タイプとなり、鎧をタンクに装備させ武者タンクとなる。拝覇大筒より弾丸を発射。
元祖SD No.29「武者駄舞留精太」/剛力丸、拝覇大筒を装備。兜の目牙砲より弾丸を発射。
水上下駄スペシャル
脚部に水上機動用ユニットを装備した駄舞留精太。
武者仁宇頑駄無＜ムシャニューガンダム＞（νガンダムダブルフィン・ファンネル装備 ）
声 - 山寺宏一（『天の巻』～『地の巻』）、橋本博（『理の巻』、『頑駄無五人衆のもののけ退治』）、島田敏（『暴終空城の章』）
通称「仁宇」。当初の設定では「六男」。初代大将軍と共に戦った「四獣王」の一人、龍頑駄無の子。
高貴な生まれのためか他人を疑うことを知らないお坊ちゃん。両親の死後は父の友人である山寺の僧に預けられ、その山に住む伝説の龍神から教えを受けたとされる。得意の術法で「扇子龍（ファンネル）」という神秘の武器を操る。共に修行を積んだ「子龍」を守護獣とし、合体して「武者飛龍」となる。
他の五人衆のものと異なり、仁宇の種子島雷威銃はモチーフ元であるνガンダムのビームライフルを模したデザインとなっている。
続編の「風林火山編」において風林火山四天王・疾風の仁宇に出世する。
武器
武器／名刀・村正、片穂槍、種子島雷威銃＜タネガシマライフル＞
BB戦士 No.27 商品名「ムシャニューガンダム」/名刀・村正、片穂槍、種子島雷威銃を装備。鎧の着脱により軽装タイプとなり、鎧を飛竜に装備させ武者飛竜となる。種子島雷威銃より弾丸を発射。
元祖SD No.27 商品名「武者仁宇頑駄無」/名刀・村正、片穂槍を装備。兜の鹿角が後頭部の操作により連動回転する。
ガトリングドラゴン
青龍の神器を装備した仁宇。バックパックと肩鎧が延長され、両手持ちの砲を構える。
BB戦士 青龍の神器
武者斎胡頑駄無＜ムシャサイコガンダム＞（サイコガンダム）
声 - 山寺宏一
通称「斎胡」。当初の設定では「七男」。初代大将軍と共に戦った「四獣王」の一人、犀頑駄無の子。
七人衆随一の巨体と怪力を誇る。元は山賊の頭だったが、仁宇に敗れたことをきっかけに改心し、共に七人衆の一人となる。将頑駄無からの七人衆招聘の際には駆けつけず行方知れずといわれていたが、実は闇軍団の璽悪によって「洗脳マスク」を付けられて部下とされていた。後に戦闘の中でマスクを剥され頑駄無軍団に復帰。山賊時代の相棒「バッファロー」を守護獣とし、合体して「武者バイソン」となる。
続編の「風林火山編」において風林火山四天王・巨山の斎胡に出世する。
武器
金棒/竜砲
BB戦士 No.36「ムシャサイコガンダム」/金棒、竜砲を装備。洗脳マスク着脱。鎧の着脱により軽装タイプとなり、鎧をバイソンに装備させ武者バイソンとなる。竜砲より弾丸を発射。
元祖SD No.43「武者斎胡」/金棒、竜砲を装備。洗脳マスク装着により目が緑から赤に変わり、洗脳状態を再現。
頑駄無真悪参＜ガンダムマークスリー＞（ガンダムMk-III）
七人衆に匹敵する実力を持ったとされる武者。しかし、自らの力を過信し頑駄無軍団の秘宝・白銀の盾と銀狼剣を強奪し落雷と共に姿を消したとされる。彼は異世界において善の心と悪の心が分裂し、騎士ガンダムとサタンガンダムになり、その後、両者が合体してその世界の神スペリオルドラゴンとして世界を守り続けるという数奇な運命を辿る（なぜ騎士ガンダムとサタンガンダムが合体して真悪参ではなく神であるスペリオルドラゴンになったのかはこちらを参照）。
後の『新SD戦国伝 伝説の大将軍編』では子孫である頑駄無真駆参が、『SDガンダムフォース絵巻 武者烈伝 武化舞可編』ではさらにその子孫とされる武者鋭駆主が登場している。WEB版コミックワールド特別編では射駆零（イグレイ）という息子がいたとされている。
BB戦士では、後に発売された『新SD戦国伝 伝説の大将軍編』の頑駄無真駆参の組替えで再現可能。但しバックパックの形状が異なる。

#### 将軍・幹部
二代目大将軍（オリジナル）
声 - 子安武人
幼名は雷凰。父の死後は将頑駄無に育てられ、父である初代大将軍の後を継いで大将軍となった。武者と農丸とは従兄弟にあたる。
まだ若いが凄まじい光の力を受け継いでいる。両肩のサンバスクから太陽光を吸収し、額の「頑駄無結晶＜ガンダムクリスタル＞」で光をエネルギーに変える。胸部の紋章は将頑駄無を中心に七人衆を表し、これによりテレパシーで通じ合うことができる。守護獣「武者鳳凰＜ムシャフェニックス＞」と合体し「武者フォートレス」となる。
闇皇帝との戦いで巨大化した闇皇帝に対抗するため、武者七人衆の力を受けて巨大化、壮絶な相撃ちを遂げる。その際頑駄無結晶は砕け、五つの光のかけらとなって散っていった。
武器
日輪剣、大目牙砲＜オメガキャノン＞、鳳凰弓、太陽砲、ヘッドバスター、盾、光の軍配、バトルマスク
必殺技／鳳凰＜フェニックス＞アタック
BB戦士 No.44「頑駄無大将軍」/日輪剣、鳳凰弓、太陽砲を装備。鎧の着脱により軽装タイプとなり、鎧を鳳凰に装備させ武者鳳凰となる。大目牙砲より弾丸を発射。武者フォートレスへの変形は小改造を要する。「天下統一編」の時期に、整形色とマニュアルを一新した限定版も発売されている。
BB戦士 No.46「豪華頑駄無大将軍」/大型モデル。日輪剣、鳳凰弓、太陽砲、ヘッドバスター、盾、光の軍配、バトルマスクを装備。鎧を鳳凰に装備させ武者鳳凰となり、更に武者フォートレスに変形。大目牙砲よりBB弾、鳳凰弓及びヘッドバスターから弾丸を発射。光の軍配に五人衆の兜飾りを装着できる。
元祖SD No.42「頑駄無大将軍」/大型モデル。日輪剣、光の軍配、太陽砲を装備。電飾ギミックにより目が発光し、有線リモコン操作で前後に歩行する。
将頑駄無（パーフェクトガンダム）
声 - 山寺宏一、永井一郎（『真の巻』以降）
初代大将軍の実弟であり、武者と農丸の実父。二代目大将軍の叔父。二代目大将軍の右腕として頑駄無軍団の指揮を執る。泰平の世では農民として二人の子を育てていたが、闇軍団の動きを察知して七人衆を再び招聘した。
相棒の「タイガー」は鎧を装着して「武者タイガー」に、さらに将頑駄無と合体して「ハリマオスペシャル」となる。
百戦錬磨、武芸百般の達人であり、様々な武器を巧みに使いこなす。各部隊を統率する他、直属の隠密部隊「頑駄無組」を率いる。闇軍団の殺駆頭とは陣営を越えた友情で結ばれていた。
その戦功により、後に「将頑駄無」の名は頑駄無軍団筆頭に与えられる「称号」となる。
続編の「風林火山編」においては引退し、御隠居頑駄無を名乗る。
武器
刀/大槍/頑ショット/ガトリング砲
BB戦士 No.41 「将ガンダム」/刀、大槍、頑ショット、ガトリング砲を装備。鎧の着脱により軽装タイプとなり、鎧をハリマオに装備させ武者タイガーとなる。ハリマオスペシャルへの合体も可能。頑ショット、ガトリング砲より弾丸を発射。
百士貴＜ヒャクシキ＞（百式）
声 - 鈴置洋孝
初代大将軍と共に戦った字音大君（ジオンダイクン：かつての百ノ進）の長男。
七人衆に次ぐ実力を備えた実力者。その名には「『百』人の武『士』の中で最も高『貴』な男であれ」という願いが込められている。父の死後は初代将頑駄無の元で厳しく育てられ、文武両道の武士に成長した。
武器
大刀モノホシザオ/百貴ライフル
BB戦士 No.38「武者百士貴」/大刀モノホシザオ、百貴ライフルを装備。百貴ライフルから弾丸を発射。百貴ライフルと百鬼丸の百鬼弾を合体させダブルバスターとなる。ほぼ全身が金メッキの豪華なキット。組み換えで百鬼丸にも組み立てられる。
百鬼丸＜ヒャッキマル＞（量産型百式改）
声 - 飛田展男、辻谷耕史（『暴終空城の章』）
初代大将軍と共に戦った字音大君の次男。父の死後は伝説の忍・殺駆雲斎＜ザクうんさい＞の元で厳しい修行を積み、最強の忍となるべく厳しい修業を重ねてきた。
成長後に頑駄無軍団に参加して忍者部隊に所属、兄・百士貴と運命的な再会を果たす。
武器
忍刀ヴァジュラ/百鬼弾/手裏剣
もともとは『SDV』で設定され、のちに『SD戦国伝』に組み込まれた。当初は「忍者ガンダム（百鬼丸）」と表記された。量産型ではない百式改がベースとされる以外は、本作での設定と異なる点はない。
元祖SD No.25「百鬼丸」/忍刀ヴァジュラ、手裏剣を装備。右腕を動かすことで手裏剣を射出する投擲アクション搭載。
BB戦士 No.38「武者百士貴」/百鬼丸として組めるコンバチキット。忍刀ヴァジュラ、百鬼弾を装備。百鬼弾から弾丸を発射。

#### 中忍・下忍
- 突忍軍団

出伊慈絵＜ディジェ＞（ディジェ）
突忍軍団長。百士貴の片腕といわれるほどの実力者。スピードよりも巨体とパワーを活かした戦法を得意とする。
吏・我髄＜リ・ガズィ＞（リ・ガズィ）
突忍軍団第一部隊隊長。仁宇の修行仲間。三又の槍を使いこなし、突進力を活かした攻撃を得意とする。
女足＜メタス＞（メタス）
突忍軍団第二部隊隊長のくノ一。精太の幼馴染であり幼いころから彼を慕っている。隠密行動を得意とし、変装で敵軍に潜入しての情報収集も行う。
慈絵丸＜ジェガン＞（ジェガン+イングラム）
突忍軍団の鉄砲隊を構成する足軽。
モチーフはジェガンだが、『機動警察パトレイバー』のイングラムそのもののデザインである。岡っ引きの扮装をした自衛丸＜じぇがん＞もいる。
音喪＜ネモ＞（ネモ）
突忍軍団の弓兵。
- 火忍軍団

里空出伊鮮姿＜リックディアス＞（リック・ディアス）
火忍軍団長。火力と破壊力に優れる同部隊の中でも、頑丈な鎧と怪力を誇る。
頑巨砲＜ガンキャノン＞（ガンキャノン）
火忍軍団第一部隊隊長。
頑戦車＜ガンタンク＞（ガンタンク）
火忍軍団第二部隊隊長。
璽武＜ジム＞（ジム）
火忍軍団の足軽。
璽武通＜ジムツー＞（ジムII）
火忍軍団の足軽。槍の使い手であり、璽武よりは強い。
- 下忍軍団

暴留＜ボール＞（ボール）
頑駄無軍団下忍。闇軍団の雑魚の宿命のライバル。
元祖SD システムアップセットD/武者白馬とのセット。槍、盾、幟を装備。
他にBB戦士 No.47「農丸頑駄無 天地大河スペシャル」及び元祖SD No.18「武者精太頑駄無 風雲騎馬スペシャル」に簡易モデルが付属する。

#### 頑駄無組
武者影頑駄無＜ムシャカゲガンダム＞（ガンダム）
将頑駄無直属・頑駄無組所属。武者頑駄無の影武者。
続編の「風林火山編」において引き続き武者の影武者を務め、武者影将軍に出世する。
BB戦士 No.30「ムシャカゲガンダム」/薙刀を装備。No.1ガンダマンを流用したBB戦士オリジナルキャラクター。
武者影精太頑駄無＜ムシャカゲゼータガンダム＞（Ζガンダム）
将頑駄無直属・頑駄無組所属。武者精太頑駄無の影武者。
BB戦士 No.31「ムシャカゲゼータ」/槍を装備。No.5ゼータマンを流用したBB戦士オリジナルキャラクター。
武者影駄舞留精太頑駄無＜ムシャカゲダブルゼータガンダム＞（ΖΖガンダム）
将頑駄無直属・頑駄無組所属。武者駄舞留精太頑駄無の影武者。
BB戦士 No.32「ムシャカゲダブルゼータ」/槍を装備。No.2ゼータマン2を流用したBB戦士オリジナルキャラクター。

### 闇軍団
闇皇帝＜ヤミコウテイ＞（ザクII+メッサーラを元にほぼオリジナルという説がある。）
声 - 滝口順平
闇軍団の黒幕で「諸悪の根源」。殺駆頭を闇の鎧で操り、天宮の国に戦乱を引き起こした張本人。何度倒されても滅ぶことのない肉体と魂を持ち、この戦いの後も幾度となく復活して頑駄無たちと戦い続ける。一説では別の宇宙からやって来た暗黒生命体ともいわれ、実態を伴わず、あらゆる世界の環境や状況に応じた形態をとる。過去から現在、そして未来に至るまで大きな禍根をもたらす。その正体は、天魔大帝によって生み出された分身であり手下の1人であった。
元はザクIIとメッサーラをベースにデザインされていたが、紆余曲折を経て限りなくオリジナルのデザインである現在の形になった。顔のパイプや胸などにその名残が見られる。
武器
黒星剣/黒星砲/グバンガン/ガンドリオ/メイズバーン
BB戦士 No.45「闇皇帝」/黒星剣、黒星砲、グバンガン、ガンドリオ、メイズバーンを装備。バトルモード、モンスターモードに変化。黒星砲から弾丸を発射。
元祖SD No.55「闇皇帝」/大型モデル。黒星剣、黒星砲、グバンガン、ガンドリオ、メイズバーン及び元祖オリジナル大暗黒幻砲を装備。バトルモード、モンスターモードに変化。更に軽武装モードとなり、外した武装は大暗黒幻砲と合体し闇の闘獣・黒幻王となる。

#### 殺駆一族
殺駆頭＜ザクト＞（ザクII）
声 - 梁田清之、飯塚昭三（『頭虫邸の忍者合戦』以降）
殺駆一族頭領で時穏＜ジオン＞の国の国主。かつては初代大将軍と共に戦った戦友で、将頑駄無の親友でもあった。眼帯で覆われた傷は、彼を守るために負ったものである。仁義に篤かったが、闇皇帝に闇の鎧を授けられ、闇将軍として暴虐の限りを尽くす。
闇の鎧が破壊され、闇皇帝も討たれたことで呪縛が解かれる。
BB戦士 No.39「闇将軍」/キャンペーン賞品キットの殺駆頭に闇の鎧を追加したキット。殺駆頭の雷光丸、闇将軍の暗黒剣、暗黒砲を装備。殺駆頭から闇将軍に換装でき、闇の鎧は待機状態にもなる。
実は殺駆三兄弟同様、スイカ割りが大好きなのだが、プライドの高さと恥ずかしさから、人前では隠している。
闇将軍＜ヤミショウグン＞
闇の鎧を纏った殺駆頭。闇将軍の時には殺駆頭としての意識はなく、殺駆頭自身は自分が闇将軍であることに気付いていない。
ザクトライオン、こどもライオン
殺駆頭がペットとして飼っているライオンの親子。ライオンのハミガキから名前が取られており、アニメ『天下泰平編』では常に歯を磨いている。
古殺駆＜コザク＞（ザクI）
声 - 梁田清之（『天の巻』～『地の巻』）、江原正士（『理の巻』以降）
殺駆三兄弟の長男。鍬形の象徴は「鷹」。軍団の参謀であり、卑怯で勝つためには手段を選ばない。しかし、立てる作戦はどこか抜けているものばかり。兄弟揃ってスイカ割りが好き。漫画版では娘に世伊良（セイラ。唯一の人間キャラ）がいるが、闇将軍に人質に取られた過去を持つ。
武器
名刀・古月/バズーカ
BB戦士 No.42「殺駆三兄弟」/今殺駆と新殺駆用パーツとのセット。名刀・古月、バズーカを装備。
今殺駆＜コンザク＞（ザクII）
声 - 竹村拓（『天の巻』～『地の巻』『暴終空城の章』）、子安武人（『理の巻』『頭虫邸の忍者合戦』）、中村大樹（『頑駄無五人衆のもののけ退治』）
殺駆三兄弟の次男。鍬形の象徴は「虎」。兄弟一の荒くれ者。
武器
名刀・今月/マシンガン/斧
BB戦士 No.42「殺駆三兄弟」/古殺駆と新殺駆用パーツとのセット。名刀・今月、マシンガン、斧を装備。
新殺駆＜シンザク＞（ザクIII）
声 - 山寺宏一（『天の巻』～『地の巻』）、辻谷耕史（『理の巻』『頭虫邸の忍者合戦』）、佐々木望（『頑駄無五人衆のもののけ退治』『暴終空城の章』）
殺駆三兄弟の三男。鍬形の象徴は「熊」。オシャレで身なりを気にするナルシスト。
武器
名刀・新月
BB戦士  No.42「殺駆三兄弟」+No.14「ザクIII」/ザクIIIを素体に新殺駆用パーツを装着。キットには新殺駆用武器が入っていない。
影忍者射殺駆＜カゲニンジャシャザク＞（シャア専用ザクII）
殺駆頭直属の隠密。「影の存在」である一般忍者の監視など、影である忍者の更なる影の部分を担っているため「影忍者」と呼ばれている。
BB戦士 No.33「カゲニンジャシャザク」/刀、斧を装備。ザックンを流用したBB戦士オリジナルキャラクター。
砂殺駆＜サザク＞（ザク・デザートタイプ）
古殺駆配下の砂忍。砂の中に隠れて敵をかく乱する。
必殺技／砂忍法・蟻地獄
水殺駆＜スザク＞（ザク・マリナー）
古殺駆配下の水忍。水中で多数の仲間とともに待ち伏せる集団戦法を得意とする。
必殺技／水殺駆流水忍法・水しぶき

#### 堂我一族
漣飛威＜サザビー＞（サザビー）
声 - 梁田清之
堂我＜ドーガ＞一族頭領。卑怯な振る舞いを嫌い、常に正々堂々とした戦いを好む武人。闇軍団でも飛び抜けた実力を備える。特に剣術に秀でており、身の丈ほどもある長刀を操るが、刀が長すぎて飛来撃（ファンネル）を使わないと鞘からの出し入れが出来ない。
続編の「風林火山編」において暗黒のかけらを宿した暗黒四天王のひとりとなる。
BB戦士No.8「サザビー」+「強化武具セット1」/サザビーの額に強化武具セットの専用前立を取り付ける。
厄斗堂我・義由寧＜ヤクトドーガ・ギュネイ＞（ヤクト・ドーガ(ギュネイ機)）
堂我一族の忍。忍術よりも格闘術や剣術に優れる。手裏剣攻撃も得意。
厄斗堂我・紅鋭守＜ヤクトドーガ・クェス＞（ヤクト・ドーガ(クェス機)）
元くノ一五人衆。堂我一族の忍。厄斗堂我の妻であり、夫婦で漣飛威に仕える。
有覇・亜慈射＜アルパ・アジール＞（α・アジール）
堂我一族の最終兵器ともいえる巨忍。その圧倒的な巨体と攻撃力は、軍団内でも群を抜く。
義羅堂我＜ギラドーガ＞（ギラ・ドーガ）
声 - 鈴木宏之
堂我一族直属の下忍。闇軍団の指揮系統には縛られない独立した存在。漣飛威や厄斗堂我などの一族の幹部にのみ忠実。

#### 悪沈一族
玖辺麗＜キュベレイ＞（キュベレイ）
声 - 榊原良子
悪沈＜アクシズ＞一族頭領。元くノ一五人衆の頭で軍団一の美女。以前、飛夜紅死鬼＜ヒャクシキ＞と名乗っていた頃の百士貴と恋仲だった。
妖艶にして華麗な忍術を操り、蝶のように舞い蜂のようにトドメを刺すことを身上とする。
戦いの後に百士貴と結ばれ、武者百士鬼改を産む。
必殺技／死蝶の舞い
我頭右＜ガズアル＞（ガズアル）
玖辺麗の親衛隊長。我頭左の双子の兄。なにかと派手好きな玖辺麗になかばうんざりしつつも忠義を尽くす。
我頭左＜ガズエル＞（ガズエル）
我頭右の双子の弟で同じく親衛隊長を務める。
我坐出伊＜ガザディ＞（ガザD）
悪沈一族直属の下忍。玖辺麗のみに忠実。集団で背中の大筒の一斉攻撃を行う。

#### 巨忍軍団
璽悪＜ジオ＞（ジ・O）
声 - 島香裕
巨忍軍団頭領。闇軍団随一の奸智に長けた人物であり、その心中は決して周囲には悟らせない。殺駆頭に忠誠を誓う振りをしているが、内心では密かに闇軍団の簒奪を目論む。斎胡頑駄無を洗脳した張本人。
続編の「風林火山編」において暗黒のかけらを宿した暗黒四天王のひとりとなる。
弾犬＜バウンドドック＞（バウンド・ドック）
璽悪の側近で巨忍軍団のNo.2。
必殺技／忍法カブト隠れ。左手の楯で自らの身体を覆い隠す。
璽御愚＜ジオング＞（ジオング）
巨忍軍団の中でも飛行術にすぐれ、飛忍軍団としての任務もこなす。巨体に似合わぬ素早い動きと、頭部や腕部など分離させて飛び道具とする荒業を得意とする。
紅陰慢査＜クインマンサ＞（クィン・マンサ）
元くノ一五人衆。幻術を操り、胸部のメガ砲でトドメを刺す戦法が得意。
斎胡＜サイコ＞（サイコガンダム）
璽悪の策略により洗脳マスクを付けられ洗脳された武者七人衆の武者斎胡頑駄無。
BB戦士 No.36「ムシャサイコガンダム」/付属の洗脳マスクを装着することで再現可能。

#### 中忍・下忍
- 飛忍軍団

反武羅罷＜ハンブラビ＞（ハンブラビ）
声 - 梁田清之
敏捷性に優れ、無数の暗器（隠し武器）を使う。隠密頑駄無をライバル視している。
我怖崇霊＜ガブスレイ＞（ガブスレイ）
その巨体ゆえに巨忍軍団としても活動する。全身を覆う鎧は超重量級だが、それをものともしない素早い動きが身上である。
圧死魔亜＜アッシマー＞（アッシマー）
声 - 飯塚昭三
武器を用いず、自身の体を巨大な手裏剣に変形させて体当たりを行う。
頭査＜ズサ＞（ズサ）
- くの一衆

蛮魔蛮魔＜ハンマハンマ＞（ハンマ・ハンマ）
声 - 光野栄里
元くノ一五人衆の一人。現在も玖辺麗とともに活動することが多い。機動力に優れるが、パワーを活かした格闘も得意。
破羅守当音＜パラスアテネ＞（パラス・アテネ）
声 - 馬田佳屋子
元くノ一五人衆の一人。現在も玖辺麗、蛮魔蛮魔とともに活動することが多い。両肩の巨大な眼から催眠波を発する。
- 僧兵軍団

下塁愚々＜ゲルググ＞（シャア専用ゲルググ）
怒雷仙の師匠。
怒輪津慈＜ドワッジ＞（ドワッジ）
怒武＜ドム＞（ドム）
声 - 橋本博
武器の扱いに秀でた僧忍軍団の代表ともいうべき達人。七つの武具を使いこなし、大砲の名手でもある。
武者怒武＜ムシャドム＞（ドム）
僧兵軍団では珍しい卑怯な兵士。璽悪ですら一目置くほどの狡猾さを持つ。上記の「怒武」とは別人。
BB戦士 No.34「ムシャドム」/2本の刀を装備。No.6ドンを流用したBB戦士オリジナルキャラクター。
怒雷仙＜ドライセン＞（ドライセン）
僧兵軍団だが、普段は玖辺麗に仕えている。下塁愚々の弟子で、新殺駆をライバル視している。
BB戦士 No.35「ムシャドライセン」/薙刀、差又、金棒を装備。No.3ドラクンを流用したBB戦士オリジナルキャラクター。
愚怖＜グフ＞（グフ）
阻路門の風神。「阻路門の乱」と呼ばれる戦いの際、風神像から復活した。
魔羅砕＜マラサイ＞（マラサイ）
阻路門の雷神。愚怖と同じく、阻路門の乱の際に雷神像から復活。その激しい気性から「阻路門のはぐれ武者」の異名を持つ。
- 騎忍軍団

義夜雲＜ギャン＞（ギャン）
レイピア風の剣を使う。異国から来たとも言われる。
有・邪々＜アール・ジャジャ＞（R・ジャジャ）
義夜雲の妻である女剣士。二刀流の達人。
羽宇＜バウ＞（バウ）
有・邪々の弟。
- 水忍軍団

河不宇留＜カプール＞（カプール）
球体に変形し高速移動できる。
頭護津愚＜ズゴック＞（ズゴック）
声 - 星野充昭
被った傘から火矢（ミサイル）を撃ち出す。
背後突＜ハイゴッグ＞（ハイゴッグ）
カギ爪と伸びる腕が武器。
護津愚＜ゴッグ＞（ゴッグ）
亜津害＜アッガイ＞（アッガイ）
- 下忍軍団

刃亜坐武＜バーザム＞（バーザム）
声 - 橋本博
下忍軍団長。真面目な性格で、コツコツと仕事を片付けるタイプ。
雑魚＜ザコ＞（ザクII＋ドム？特にモチーフは無い可能性も。）
闇軍団の足軽。大抵は集団で行動する。一頭身で陣傘を被ったジオン系MSの頭部に腕と四本の脚が生えている。顔はザク様なシンプルな時やドムのように十字型のモノアイレールの時があるが、両方が合わさった顔の時も。実は体は立方体で、顔面はそのうち四面にあり、その日の気分で顔を変えているらしい。
元祖SD システムアップセットE/武者黒馬とのセット。刀、盾、幟を装備。
他にBB戦士 No.47「農丸頑駄無 天地大河スペシャル」及び元祖SD No.18「武者精太頑駄無 風雲騎馬スペシャル」に簡易モデルが付属する。

## 用語
頑駄無軍団
大将軍を総大将とする光の武者軍団。将頑駄無と武者七人衆を中核に、突忍軍団・火忍軍団・下忍軍団などから構成される。
モチーフは地球連邦軍、エゥーゴなど。
闇軍団
頑駄無軍団に敵対する闇の武者軍団。闇皇帝が、闇将軍となった殺駆頭を操り結成させた。殺駆一族・堂我一族・悪沈一族・巨忍軍団からなる上忍軍団を中心に、騎忍軍団・僧兵軍団・水忍軍団・飛忍軍団・くノ一衆からなる中忍軍団、各軍団の下につく下忍軍団などから構成される。
モチーフはジオン公国、ティターンズ、ネオ・ジオンなど。

## 設定の差異
冒頭での概要のとおり、元々は漫画『プラモ狂四郎』で登場したデザインを元に武者七人衆がスタートした為、詳細な設定よりも先にキャラクターとメカニックが先行している。これにより第二弾「SD戦国伝 風林火山編」からの設定拡張に伴い、七人衆編だけで設定した内容が、後々の戦国伝の内容と次第にかけ離れていく事になる。
その内容は大小さまざまで、頑駄無軍団のみで言えば今作で「若武者」と呼ばれている七人衆が30年前の「SD戦国伝 天下統一編」で「若」武者として登場しており本作の時点で30歳以上、二代目大将軍も、武者七人衆編展開当初、『まだ年若く玩具遊びが好き』と横井画伯による設定が付属していたが後の展開により、コミックワールドでは天下統一編にはすでに生まれていた事が判明。他にも様々な設定の混乱が多発しており、これを天下統一編でおきた歴史改革と見るかどうかは、正式なコメントは無い。

## アニメ版
『機動戦士SDガンダム』の一編としてOVA6作品と劇場版が制作された。
- OVA
  - 『SD戦国伝 天の巻』（1989年3月25日）
  - 『SD戦国伝 地の巻』（1989年3月25日）
  - 『SD戦国伝 真の巻』（1989年3月25日）
  - 『SD戦国伝 理の巻』（1989年3月25日）
  - 『SD戦国伝 頭虫邸の忍者合戦』（1989年3月25日）
  - 『SD戦国伝 頑駄無五人衆のもののけ退治』（1990年10月25日）
- 劇場版
  - 『SD戦国伝 暴終空城の章』（1989年7月15日公開）

### スタッフ
- 原作 - 矢立肇 富野由悠季
- 監督 - アミノテツロー
- 演出 - 高松信司
- 脚本 - アミノテツロー
- キャラクター原案 - 横井孝二
- 音楽 - 戸塚修
- 音響監督 - 千葉耕市
- キャラクターデザイン・作画監督 - 西村誠芳
- 語り手 - 千葉耕市

### 主題歌・挿入歌
『アディオス De ガンダム』
作詞：安藤芳彦、作曲：竹沢好貴、編曲：戸塚修 歌：清水咲斗子
『幻のバルバドレ』
『夏のうねり』
作詞：安藤芳彦、作曲：瀬井広明、編曲：戸塚修 歌：清水咲斗子
- この二つは同一旋律の曲で歌詞のみ異なる。後者が原曲。

## ゲーム版
- SDガンダム SD戦国伝 国盗り物語 - （1990年3月24日、バンダイ、ゲームボーイ）